# Muglbach
Der Muglbach (tschechisch Mohelský potok, auch Mohelenský potok) ist ein rechter Zufluss der Wondreb in Deutschland und Tschechien. Er fließt in nordwestlicher Richtung, im nördlichen Teil des Oberpfälzer Waldes im Landkreis Tirschenreuth und im Okres Cheb. Sehenswert ist der Wasserfall kurz vor der Einöde Muglmühle.

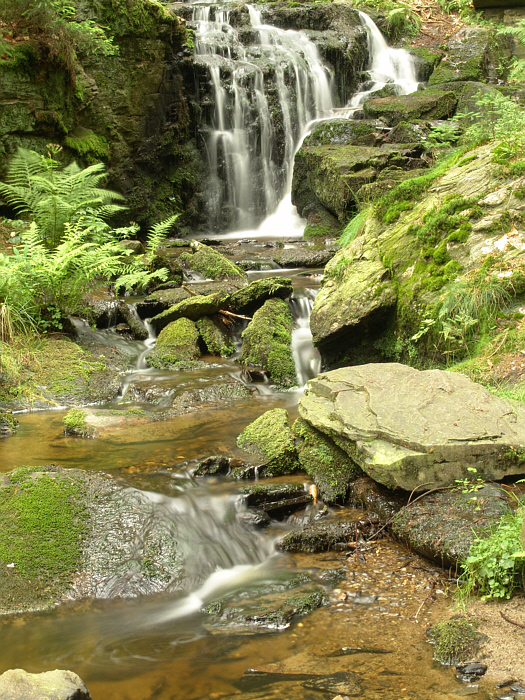
Muglbachwasserfall nahe der Einöde Muglmühle

## Geographie

### Verlauf
Der Muglbach entspringt bei der Wüstung Nové Mohelno (Neumugl) auf den Fluren von Stará Voda (Altwasser) am Südwesthang des 865 Meter hohen Čupřina (Schopfberg), unmittelbar an der deutsch-tschechischen Grenze. Auf einer Länge von rund 15 Kilometern schlängelt er sich in vielen Windungen durch die Bad Neualbenreuther Frais. Die letzten drei Kilometer verläuft er auf tschechischem Gebiet, bis er hinter der Ortschaft Starý Hrozňatov (Altkinsberg) in die Odrava (Wondreb) mündet.
Obwohl er nur eine Länge von etwa 19 Kilometern hat, trieb der Muglbach früher fast ein halbes Dutzend Wassermühlen an.

### Zuflüsse
Liste der Zuflüsse von der Quelle zur Mündung, teilweise mit Gewässerlänge, Einzugsgebiet und Höhe. Andere Quellen für die Angaben sind vermerkt.
- Breitenbrunnbach, von links und Süden auf 549 m ü. NHN[BA 2] bei Bad Neualbenreuth-Hochofen, 2,8 km, 4,1 km²
- Pfarrbühlbach, von rechts und Osten auf etwa 532 m ü. NHN vor Bad Neualbenreuth-Rennermühle, 4,6 km, 9,4 km²
- Urlbach, von rechts und Osten auf etwa 524 m ü. NHN nach der Rennermühle
- Pointmühlbach, von links und Süden auf etwa 501 m ü. NHN bei Bad Neualbenreuth-Troglauermühle, 4,2 km, 9,0 km²
- Bodenbach, von rechts und Osten auf etwa 492 m ü. NHN bei Bad Neualbenreuth-Hardeck; entsteht nahe der Wüstung Boden
- Herrenbachl, von links und Südwesten auf etwa 491 m ü. NHN am Ortsanfang von Bad Neualbenreuth-Maiersreuth
- Lohbach, von links und Südwesten auf etwa 471 m ü. NHN nahe Waldsassen-Querenbach, 4,5 km mit Oberlauf Fraischbach, 9,5 km²
- Weißenbach oder Bilý potok, von rechts und Südosten auf etwa 469 m ü. NHN kurz nach dem vorigen; fast bis zuletzt Grenzbach zu Tschechien
- Egelseebach oder Maly potok, von links und Westen auf etwa 461 m ü. NHN nahe Waldsassen-Hatzenreuth auf der bayerisch-tschechischen Grenze

### BayernAtlas („BA“)
Amtliche Online-Gewässerkarte mit passendem Ausschnitt und den hier benutzten Layern: Lauf und Einzugsgebiet des Muglbachs

Allgemeiner Einstieg ohne Voreinstellungen und Layer: BayernAtlas der Bayerischen Staatsregierung (Hinweise)
1. ↑  Höhe abgefragt auf dem Hintergrundlayer Amtliche Karte (Rechtsklick).
2. ↑  Höhe nach blauer Beschriftung auf dem Hintergrundlayer Amtliche Karte.

### Andere
1. 1 2  Länge nach: Gesamttabelle des Gewässerverzeichnisses Bayern des Bayerischen Landesamtes für Umwelt (XLS, 10,3 MB)
2. 1 2  Einzugsgebiet nach: Gesamttabelle des Gewässerverzeichnisses Bayern des Bayerischen Landesamtes für Umwelt (XLS, 10,3 MB)